# PEC 215

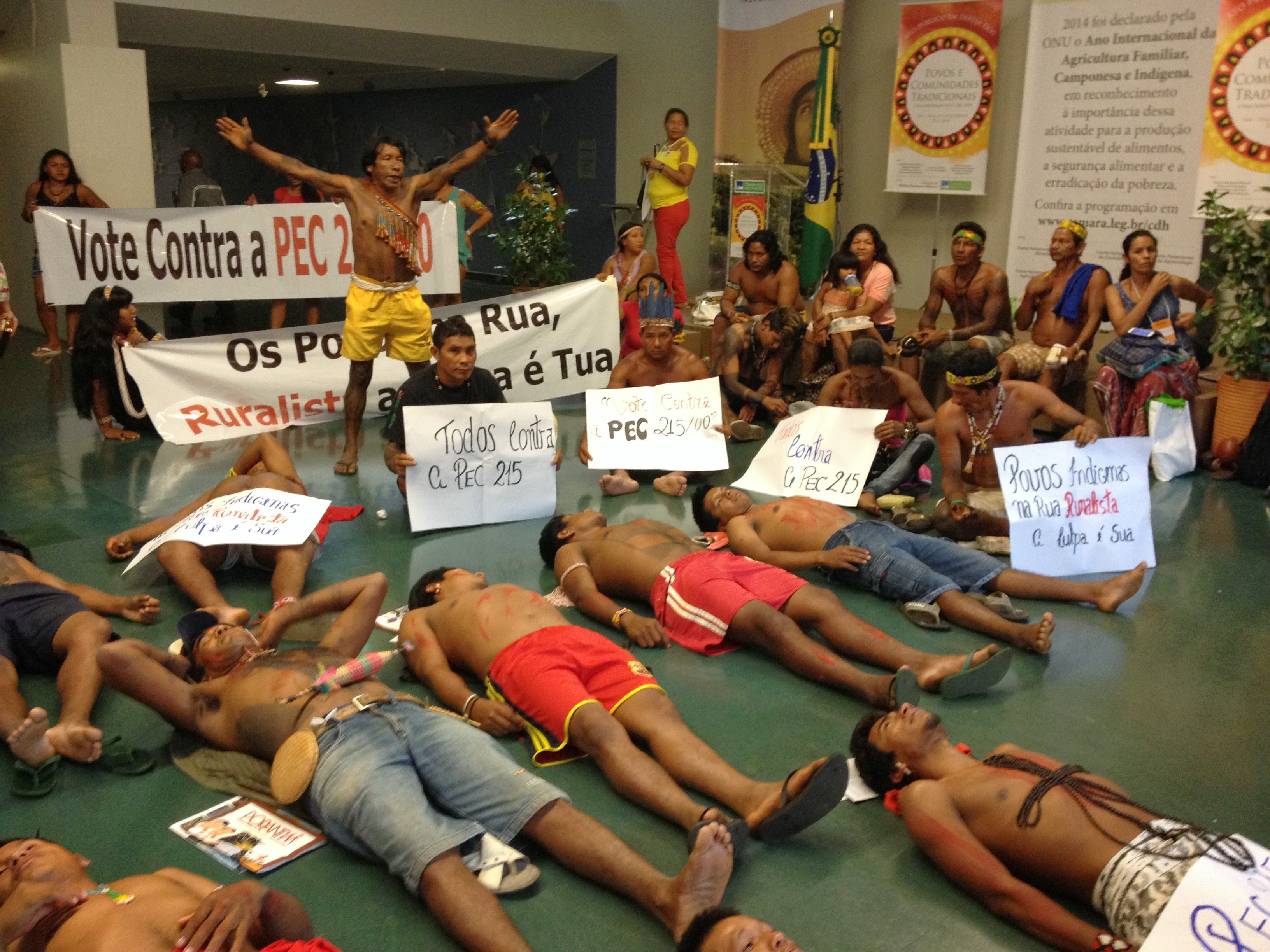
Manifestação de indígenas contrários a PEC 215

PEC 215/2000 é uma proposta de emenda constitucional brasileira de 2000 de autoria do então deputado federal Almir Sá, do Partido Progressista Brasileiro de Roraima.
Tem a intenção de delegar exclusivamente ao Congresso Nacional o dever de demarcação de territórios indígenas e quilombolas, bem como a ratificação de um terreno já aprovado. Seria proibir a expansão de áreas indígenas já existentes. Uma das seções propostas prevê compensação da União aos agricultores que possuem propriedades absorvidos pelas áreas demarcadas como terras de pessoas indígenas. A Constituição Federal considera que as terras indígenas pertencem à União e, portanto, não há compensação para aqueles que perdem a posse do território quando a demarcação é reconhecida.
Atualmente, o governo e a Fundação Nacional do Índio (Funai) são responsáveis pela demarcação. Caso esta PEC seja aprovada, as pessoas indígenas só poderão ser capazes de reivindicar uma área se elas viveram em e já tinham utilizado o local em 1988. Isso daria ao Congresso a palavra final sobre as demarcações, fato que desagrada os líderes indígenas por causa da força de lobistas. Grande parte da área protegida da Terra Indígena são florestas tropicais sendo importante para a água e o clima. Há agricultores que tenham apresentado um recurso. A PEC 215 foi aprovada por uma comissão parlamentar. A proposta está sendo processada há 15 anos no parlamento. Os membros da Câmara dos Deputados do Partido dos Trabalhadores (PT), Partido Comunista do Brasil (PCdoB), Partido Verde, Partido Socialismo e Liberdade (PSOL) e Rede Sustentabilidade (REDE) foram contra o projeto.
A aprovação do projeto depende de duas rodadas de votação nas sessões plenárias da Câmara dos Deputados e do Senado Federal, com quorum qualificado, isto é, com os votos de pelo menos 308 deputados e 49 senadores. Os parlamentares que se opõem ao projeto de lei disseram que vão questionar sua constitucionalidade no Supremo Tribunal Federal. O Projeto de Lei precisa de três quintos dos votos no Senado para ser aprovado. Grandes proprietários de terras têm uma grande influência no Congresso. Cerca de 100 índios protestaram em frente à Câmara para impedir a votação da PEC 215 em 2014.